# Championnat d'Italie de combiné nordique 2004
Le championnat d'Italie de combiné nordique 2004 s'est tenu le 17 août 2004 à Predazzo, au Trampolino dal Ben. La compétition s'est déroulée sur tremplin normal (K95) et a distingué Jochen Strobl, qui a pris le meilleur sur le vainqueur du concours de saut, Stefano Chiapolino.

## Résultats

### Seniors
| Rang | Athlète             | Temps         |
| ---- | ------------------- | ------------- |
| 1    | Jochen Strobl       | 20 min 43 s 1 |
| 2    | Davide Bresadola    | +17 s 2       |
| 3    | Giuseppe Michielli  | +49 s 2       |
| 4    | Daniele Munari      | +56 s 8       |
| 5    | Simone Pinzani (de) | +2 min 21 s 8 |
| 6    | Daniele Errath      | +4 min 05 s 0 |
| 7    | Michele Giuliani    | +6 min 41 s 2 |
| 8    | Felix Peselj        | +6 min 47 s 2 |
| 9    | Lukas Runggaldier   | +7 min 40 s 8 |
| 10   | Armin Bauer         | +9 min 09 s 5 |

## Sources
- (de) Cet article est partiellement ou en totalité issu de l’article de Wikipédia en allemand intitulé « Italienische Meisterschaften in der Nordischen Kombination 2004 » (voir la liste des auteurs).